# Battista Boccanegra
Pour les articles homonymes, voir Famille Boccanegra et Boccanegra.
Battista Boccanegra (né v. 1359 à Gênes et mort dans la même ville le 6 novembre 1401) est un homme politique génois de la fin du XIVe siècle.

## Biographie
Issu de l'illustre famille génoise des Boccanegra, Battista Boccanegra est le fils de Simone Boccanegra, le premier doge de Gênes et de Costanza Visconti.
Le 17 janvier 1400, il est nommé gouverneur par les bourgeois de Gênes. Le roi de France Charles VI refuse de le reconnaitre et il est chassé le 20 mars par les Adorno.
Il chercha à soulever les Génois, ses compatriotes, contre les Français, et fut décapité le 6 novembre 1401 sur ordre du maréchal Boucicaut, entré dans Gênes à la fin du mois d'octobre.

## Sources
- Marie-Nicolas Bouillet  et Alexis Chassang (dir.), « Battista Boccanegra » dans Dictionnaire universel d’histoire et de géographie, 1878 (lire sur Wikisource)